# Oosterpoort (Sneek)
De Oosterpoort is een voormalige stadspoort in Sneek.
De poort is gebouwd in 1490 als onderdeel van de Vestingwerken van Sneek en was gelegen aan het eind van de Oosterdijk. Het gebouw vormde de ingang van de stad vanuit de richting Leeuwarden via de Leeuwarderweg.
De poort werd in 1564 opgeknapt. In de poort was aan de buitenzijde het wapen van Bourgondië aangebracht, waarbij in steen uitgehouwen stond: Geeft vrede in onze dagen. Aan deze zijde stond in een nis ook een beeld van een leeuw, die het wapen verbeeld vast te houden. De torens aan weerszijden van de poort waren voorzien van schietgaten en schansen. Later kreeg de toren in 1740 in het midden een torentje waarin een uurwerk met klok werd geplaatst.
Bij de Oosterpoort stonden twee kanonnen ter verdediging van de stad.
De poort werd in 1842 gesloopt. In 1892 werd het luidklokje in de Rooms-katholieke kapel van de begraafplaats geplaatst.
Voor de poort lag een brug, de Oosterpoortbrug, deze brug is nog altijd (zij het in gemoderniseerde vorm) aanwezig.